# Norbert Wollschläger
Norbert Wollschläger (* 22. April 1960) war Fußballspieler in der DDR-Oberliga. In dieser höchsten Spielklasse des DDR-Fußballverbandes spielte er für den FC Hansa Rostock.

## Sportlicher Werdegang
Wollschläger begann 1974 in der Schülermannschaft des FC Hansa Rostock. Nach seiner Schulausbildung absolvierte er eine Lehre zum Elektromonteur. Über die Juniorenmannschaft wurde er 1978 für die Hansa-Nachwuchsoberliga-Mannschaft als Verteidiger nominiert und erhielt am 6. Juni 1979, dem 25. Spieltag der DDR-Fußball-Oberliga 1978/79, auch erstmals einen Einsatz in der 1. Männermannschaft des FC Hansa. Beim Auswärtsspiel in Halle wurde er in der 74. Minute für Uwe Bloch eingewechselt. Am Ende jener Spielzeit stieg Hansa Rostock aus der Oberliga ab. Ein Jahr später rückte er in das Aufgebot der 1. Mannschaft auf, die nun nach ihrem Abstieg in der zweitklassigen DDR-Liga spielte. Am sofortigen Wiederaufstieg war Wollschläger 1979/80 mit 16 Punktspiel-Einsätzen beteiligt. Trotzdem wurde er für die Spielzeit 1980/81 und die folgenden zwei Jahre wieder in die Nachwuchsoberliga-Mannschaft zurückversetzt. Er kam jedoch 1981 zu drei weiteren Oberligaeinsätzen. Anschließend musste er zwei Jahre warten, bis er 1983 erneut die Liberoposition in vier Oberligaspielen übernehmen durfte. Alle genannten Oberliga-Einsätze hatte er jeweils über die gesamte Dauer von 90 Minuten absolviert. Für die Saison 1983/84 nominierte der FC Hansa den 1,80 m großen Abwehrspieler erneut offiziell für die Oberligamannschaft, wurde aber in keinem Oberligaspiel eingesetzt.
Im Rahmen des Kooperationsvertrages mit der benachbarten BSG Kernkraftwerk Greifswald wurde Wollschläger zum 1. Juli 1984 zu der 1983 in die drittklassige Bezirksliga Rostock abgestiegenen Mannschaft delegiert. Als Greifswald 1985 den Aufstieg erreicht hatte, gehörte Wollschläger in der anschließenden Saison 1985/86 nicht mehr zum Aufgebot der 1. Mannschaft der Kernkraftwerker. 1987/88 spielte er für den Potsdamer Bezirksligisten Chemie Velten und wechselte zur nächsten Spielzeit zum DDR-Liga-Aufsteiger KWO Berlin.
Auch nach dem Ende seiner Laufbahn als Leistungssportler blieb Wollschläger in Berlin. Noch in der Saison 2007/08 gehörte er zum Aufgebot der Altligamannschaft des Ostberliner Vereins Fortuna Biesdorf.